# Petrus Fourier
Petrus Fourier of Pierre Fourier (Mirecourt, 30 november 1565 – Gray, 1640) was een Franse geestelijke en is een heilige van de rooms-katholieke kerk.

## Leven
Pierre Fourier trad toe tot de Augustijner koorheren en werd tot priester gewijd in de St-Simeonkerk te Trier. Hij was van 1597 tot 1632 parochiepriester van Mattaincourt. Van daaruit werkte hij aan de hervorming van zijn eigen religieuze gemeenschap. Hij bestreed het protestantisme en was een belangrijk figuur van de contrareformatie in Lotharingen. Samen met Alix Le Clerc uit Hymont stichtte hij in 1606 de zustercongregatie van de Kanunnikessen van Onze Lieve Vrouw, die instond voor het onderwijs van meisjes. 
Door zijn groeiende populariteit en invloed kwam hij in conflict met kardinaal de Richelieu. Hij vluchtte naar Gray bij Dijon. Daar stierf hij in 1640.

## Heiligverklaring
Hij werd bijgezet in zijn parochiekerk te Mattaincourt. Zijn graf werd een druk bezocht bedevaartsoord. Hij werd in 1730 zalig verklaard. In 1897 werd hij heilig verklaard door paus Leo XIII. 
Hij wordt vereerd als de heilige van Lotharingen. Zijn naamdag is op 9 december.